# Olivenebula
Olivenebula é um gênero de traça pertencente à família Arctiidae.